# Old Warden
Pour les articles homonymes, voir Warden.
Old Warden, est un village et une paroisse civile du Central Bedfordshire, en Angleterre.